# Сесар Гутьєррес
Сесар Ефраїн Гутьєррес (ісп. César Efrain Gutiérrez, нар. 7 травня 1954, Ла-Сейба) — гондураський футболіст, що грав на позиції захисника.

## Кар'єра
Виступав за команду «Універсідад». У складі національної збірної Гондурасу був учасником чемпіонату світу 1982 року в Іспанії, де зіграв у двох матчах — проти Іспанії (1:1) та Північної Ірландії (1:1), але його команда не подолала груповий етап.

## Титули і досягнення
- Переможець Чемпіонату націй КОНКАКАФ: 1981
- Срібний призер Чемпіонату націй КОНКАКАФ: 1985